# Volkswagen Iltis
Volkswagen Iltis (с литовского "хорёк") был основным вседорожником в Бундесвере до появления Mercedes Wolf (Mercedes-Benz G-Class). Данный вседорожник стал преемником модели DKW Munga и идеологически восходит к таким внедорожникам, как легендарный Volkswagen Тур 82 и его послевоенная реплика VW 181. Цели перед производством были сформированы заказчиком по-военному чётко: скорость не менее 100 км/ч, грузоподъёмность не менее 500 кг, способность преодолевать уклоны под углом не менее 60° и водные преграды глубиной не менее полуметра. Кроме того, автомобиль был максимально приближен к гражданским, то есть узлы и агрегаты можно было легко заменить. Всё это делало Iltis простым и надёжным военным вседорожником.
В 1980-м, когда ралли-рейд «Дакар» еще был уделом энтузиастов-одиночек, германско-шведский гонщик Фредди Коттулински стал его победителем на внедорожнике VW Iltis. 
В 1983 году канадская фирма Bombardier купила у Volkswagen лизензию на производство Iltis и начала производить его для канадских военных. Всего было выпущено 16 тысяч экземпляров. 
В настоящий момент машина состоит на вооружении в армиях Эстонии, Канады, Бельгии и, частично, Германии. В немецкой армии с 1988 года также заменена более дорогими Mercedes Wolf Mercedes-Benz G-Klasse.

## Технические аспекты
Технической базой Iltis послужил Volkswagen Golf. Передняя и задняя независимые подвески параллелограмного типа конструктивно были очень простыми и практически одинаковыми — снизу колеса подвешены на треугольных рычагах, а в качестве верхних рычагов и одновременно упругих элементов использованы взаимозаменяемые между собой щелевые малолистовые поперечные рессоры.
Демультипликатор, традиционный почти для всех вседорожников, у Iltis отсутствовал, а понижающая передача была в самой КПП. Постоянный привод осуществлялся на задний мост, передний же был подключаемым, при этом дифференциал сделали блокируемым. Кроме того, задний мост оснащен принудительной блокировкой межколёсного дифференциала.
У автомобиля было рамное шасси и достаточно герметичный кузов, что позволяло Iltis немного плавать. Надежность конструкции обеспечивали в том числе бамперы из металлического швеллера, обычный брезентовый тент с застежками-«молниями», отсутствие какой-либо обивки салона и приборная панель с одним единственным прибором — спидометром.

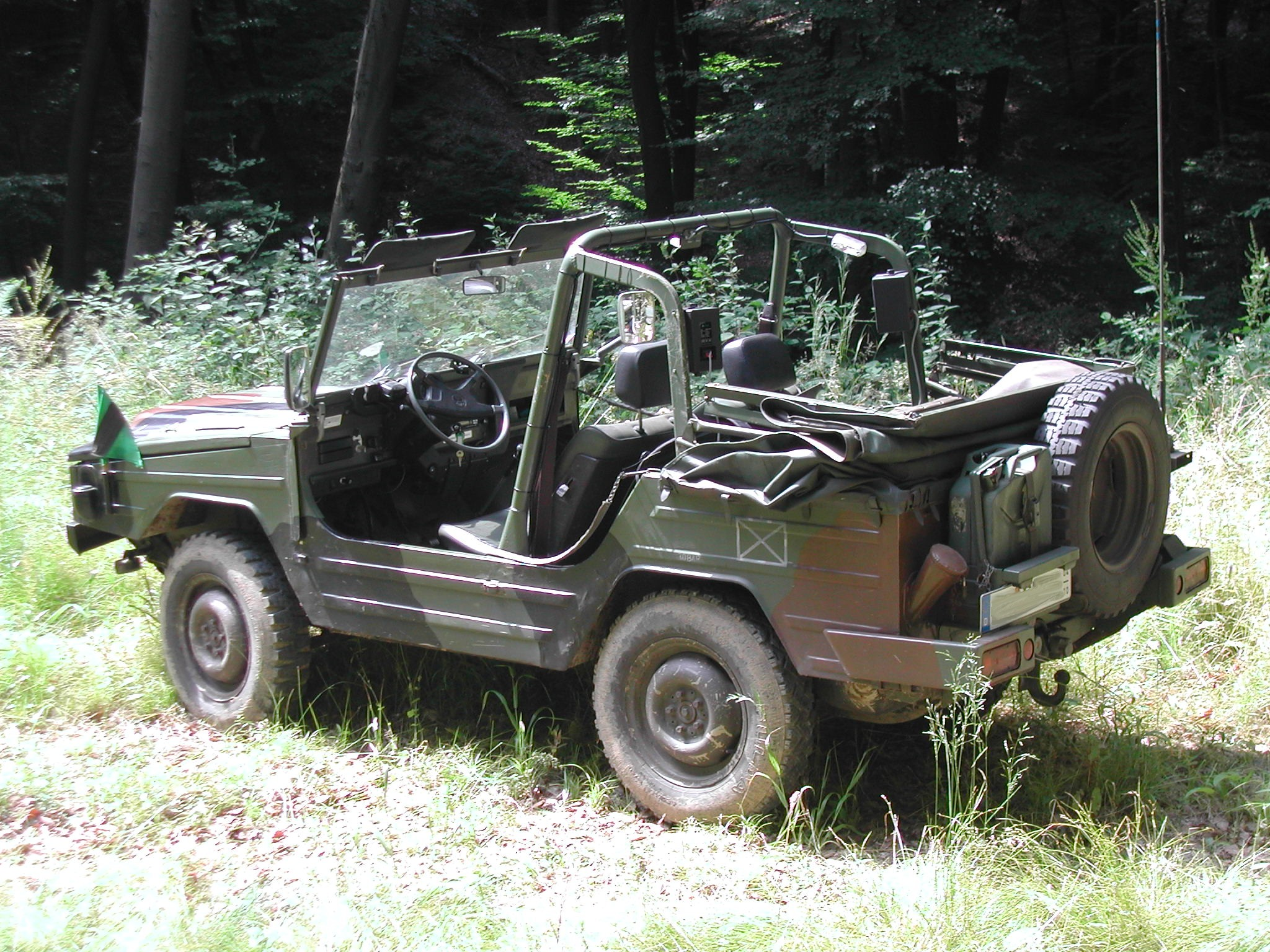
Iltis с открытым верхом

Каркас безопасности защищает экипаж машины в случае вероятного переворачивания — один из немногих недостатков Iltis заключается в том, что на поворотах при езде под уклон с большой скоростью автомобиль имеет склонность к опрокидыванию через поворачиваемое переднее колесо. Конструкторы, создавшие простую трансмиссию, вынуждены были пожертвовать безопасным размещением центра тяжести автомобиля и сместить двигатель вперед.
В 1978—1988 гг. на Iltis устанавливали бензиновый карбюраторный двигатель объемом 1,7 л (75 л. с.). Под «военные» нужды двигатель практически не модернизировался — только система зажигания была сделана водозащищённой. В середине 80-х устанавливали также дизель объемом 1,6 л (70 л. с.). Топливный бак емкостью 85 литров обеспечивал Iltis запас хода не менее 700 км, а напряжение бортовой электросети у Iltis соответствовало стандартам НАТО и составляло 24 В.

## Основные операторы
- Аргентина: Армия Аргентины
- Бельгия: Армия Бельгии
- Канада: Вооружённые силы Канады (заменяется на Mercedes-Benz G-Klasse)
- Эстония: Сухопутные войска Эстонии (заменяется на Mercedes-Benz G-Klasse)
- Германия: Bundeswehr (заменяется на Mercedes-Benz G-Klasse)
- Северная Македония: Вооружённые силы Республики Македонии

## В автоспорте

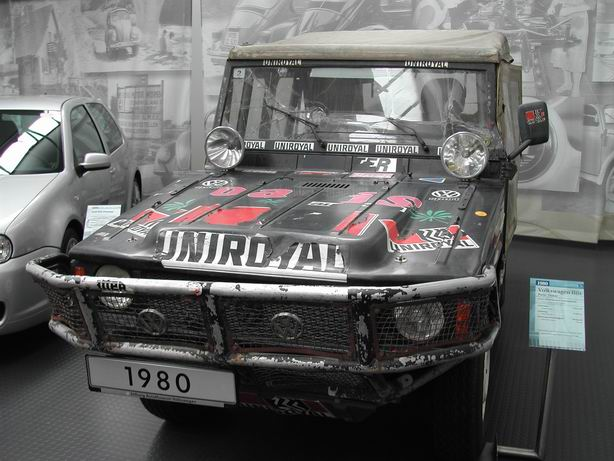
Volkswagen Iltis для ралли-рейдов

Экипаж в составе пилота шведа Фредди Коттулински и его штурмана Эрнста Лёффельманн из ФРГ первенствовал на Volkswagen Iltis в зачёте «Автомобили» ралли-рейда «Париж — Дакар» 1980 года. Это было только второе издание марафона, который станет легендарным в будущем. Годом ранее зачёт на «Дакаре» подводился только в абсолюте и победителем тогда стал мотоциклист. А рейд 1980 года стал первым, когда был введён зачёт автомобилей. Таким образом, именно на Volkswagen Iltis впервые был официально выигран «Париж — Дакар» в самом престижном классе автомобилей.